# Réserve de chasse de Dhorpatan
La réserve de chasse de Dhorpatan est la seule réserve de chasse du Népal. Créée en 1987, elle couvre 1 325 km2 et intègre une partie du massif du Dhaulagiri. Au sein de la réserve, l'altitude varie de 2 850 mètres à 5 500 mètres.

## Faune et flore
Le paysage de la réserve est constitué de forêts, de terrains marécageux appelés Dhor et de prairies plates appelées Patan. En altitude la neige recouvre le sol tout au long de l'année. 58 espèces de plantes vasculaires sont recensées dans la réserve. 36 espèces de plantes à fleur sont présentes. Différents animaux peuplent la réserve, comme la panthère des neiges, le panda roux, le porte-musc alpin et le grand bharal. 137 espèces d'oiseaux résident dans la réserve, dont l'eulophe koklass, le faisan de Wallich et le lophophore resplendissant.